# Maska

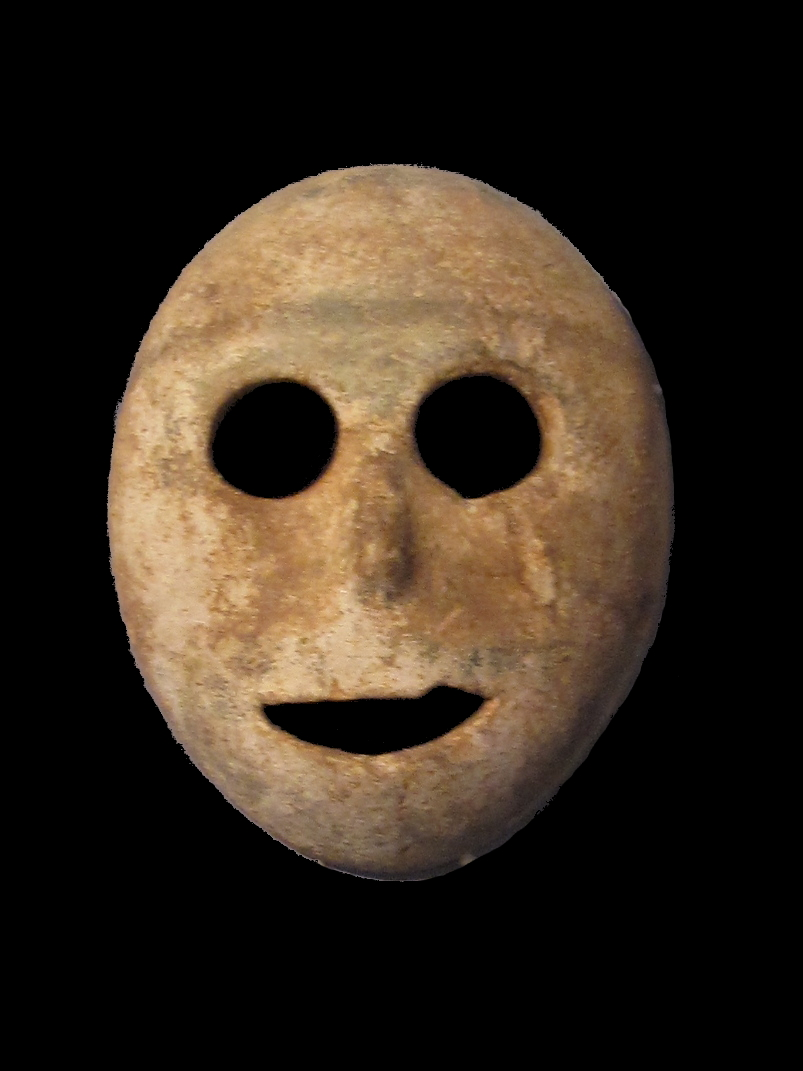
Kamenná maska z Blízkého východu (asi 7000 př. n. l.)

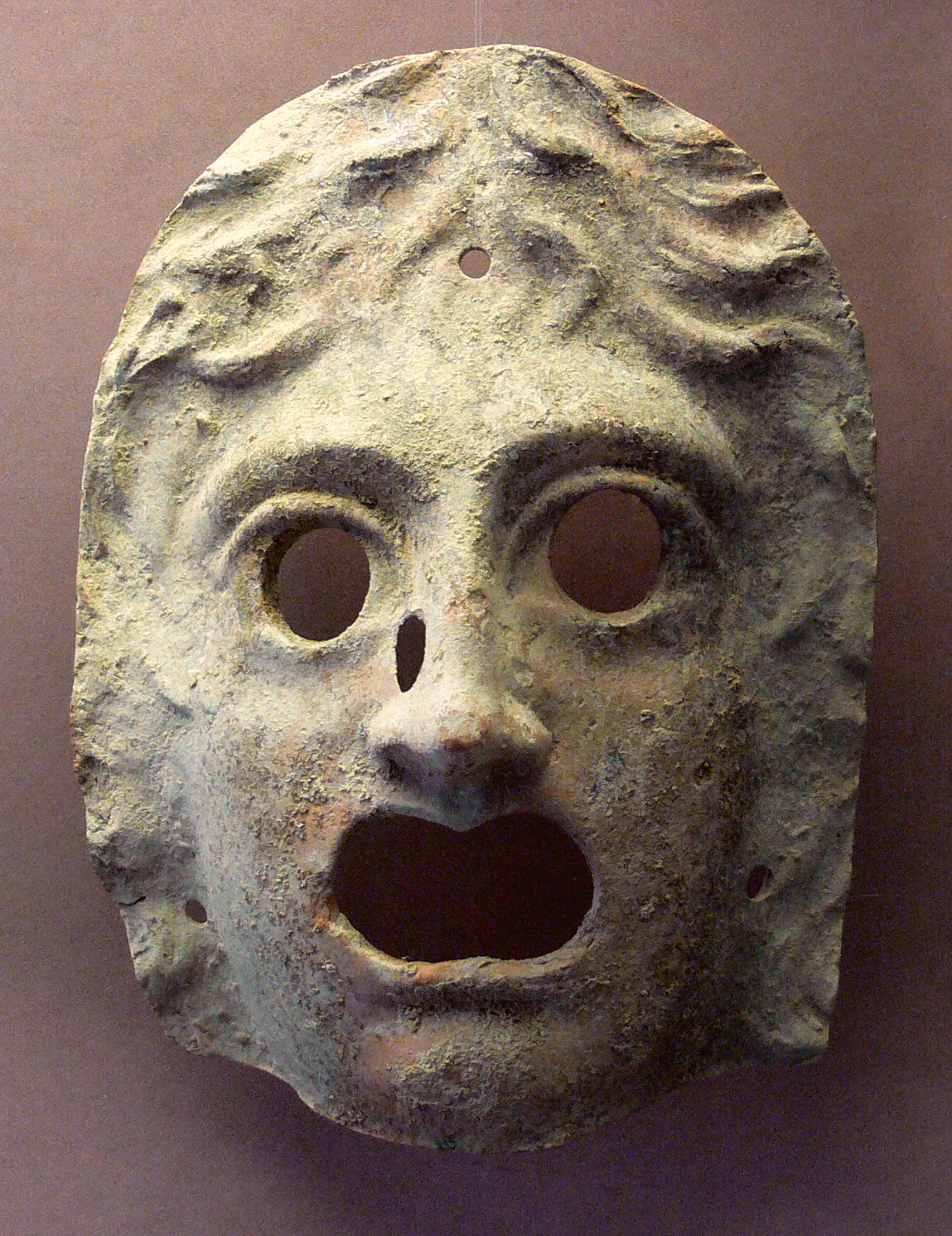
Maska z řecké tragédie (1.-2. stol.)

Maska (z franc. masque, snad z arab. maskara, šašek) je kulturní předmět, jímž si člověk maskuje či zakrývá obličej nebo jeho část. Maska tak zakrývá totožnost svého nositele a zpravidla předstírá nebo propůjčuje nějakou jinou. Vyskytuje se prakticky ve všech známých kulturách a slouží k velmi rozmanitým účelům. Patrně nejstarší jsou masky rituální a pohřební, později divadelní, plesové a karnevalové (maškara). Masky jsou důležité téma etnologie a kulturní antropologie. 

## Pohřební a rituální masky
Nejstarší zachované masky sloužily k zakrytí obličeje mrtvého člověka. O smyslu tohoto obyčeje, který zachovávali ještě staří Egypťané, existují různé hypotézy. Podle jedněch měla maska zakrýt rozklad těla a zachovat zemřelému slavnostní vzhled. Podle jiných ho měla chránit před démony, připodobnit jeho předkům a podobně. Ve starém Římě se voskové masky předků (persona) zavěšovaly v domě jako ochrana před démony. Stopou pohřebních masek je posmrtná maska.
Jádrem rituálu je přesné opakování osvědčených jednání vůči přírodním silám, božstvům a duchům, a to většinou jménem celého společenství. Patrně proto v mnoha kulturách nosí aktivní účastníci rituálů tradiční masky, aby dali najevo, že nevystupují jako soukromé a smrtelné osoby, nýbrž že představují tradiční role a postavy. Maska mohla zároveň chránit svého nositele, pokud se pouští do nebezpečného styku s božstvy. Snad proto mají rituální masky často výrazný až odstrašující vzhled. Tuto rituální funkci masek odmítl jak judaismus, tak také křesťanství, protože trvaly na tom, že i celebrant vystupuje jako individuální a odpovědná osoba. Naopak ve 20. století se umělci významně inspirovali domorodými maskami, zejména z Afriky a z Tichomoří. Pozoruhodnou sbírku masek má Náprstkovo muzeum v Praze.

## Divadelní a plesové masky
Divadelní masky, v řeckém a později i římském divadle samozřejmé, jednak skrývaly hercovu totožnost, vyjadřovaly však zároveň, že herec vykonává veřejnou funkci a nemluví sám za sebe. Masky také umožňovaly, aby jeden herec vystupoval v několika rolích, což bylo v antice běžné. Po úpadku starověkých kultur se masky dále vyskytují v lidových slavnostech a zvycích, od raného novověku opět v divadle, na maškarních plesech a zábavách. V lidové italské Comedia dell´arte vystupoval omezený počet tradičních postav, k čemuž se masky dobře hodily a diváci je okamžitě rozpoznali. Užívání plesových masek se v Evropě rozšířilo ve dvorské a zámecké kultuře 18. století.  V téže době se rozmohlo i užívání škrabošek, které sloužily výhradně k zakrytí osobní identity.

## Groteskní masky
Také groteskní či karnevalová maska, kterou si účastníci připevňují na hlavu nebo drží před obličejem, sice zakrývá totožnost nositele, jejím hlavním účelem je ale překvapivý, žertovný nebo obludný zjev. Člověk v masce vstupuje do určité role, takže není zcela vázán běžnými konvencemi a může si více dovolit. Karnevalová maska může mít i podobu zvířete, pohádkové bytosti nebo příšery.

## Lidové masky
Masky se často objevují v evropské lidové kultuře, často jako součást obchůzek a procesí během různých svátků. V české lidové kultuře se maskování objevuje například při následujících příležitostech
- tříkrálová obchůzka 6. ledna
- masopustní masky, například klibna nebo strakáč
- králenské slavnosti, včetně jízdy králů, o letnicích
- barborky (předvečer 4. prosince), lucky (předvečer 13. prosince) a perchty (před Vánocemi)
- mikulášská obchůzka (předvečer 6. prosince)

V jiných evropských zemích se jedná například o:
- převlékání za zvířata a opačné pohlaví na lednové kalendy
- slezské novoroční jukace
- italský Badalisc na tři krále
- bulharští kukeri okolo nového roku a masopustu
- slovenský turoň a polský turoń o masopustu
- slovinské masopustní kurentovanje, chorvatští zvončari
- maďarské Busójárás o masopustu
- běloruský a ruský jarilo na svátek svatého Jiří, slovinský Zelený Juraj při stejné příležitosti
- anglická May Queen
- balkánská perperuna během období sucha
- skandinávští vánoční kozlové o adventu a Vánocích
- velšská vánoční maska koně Mari Lwyd
- neměčtí krampusové a perchty na Krampusnacht (předvečer 6. prosince)
- nizozemský Sinterklaas a Zwarte Piet o svátku svatého Mikuláše
- švýcarský Silvesterklaus o Silvestru
- angličtí mummers o Vánocích, Velikonocích, případně dalších svátcích

## Galerie

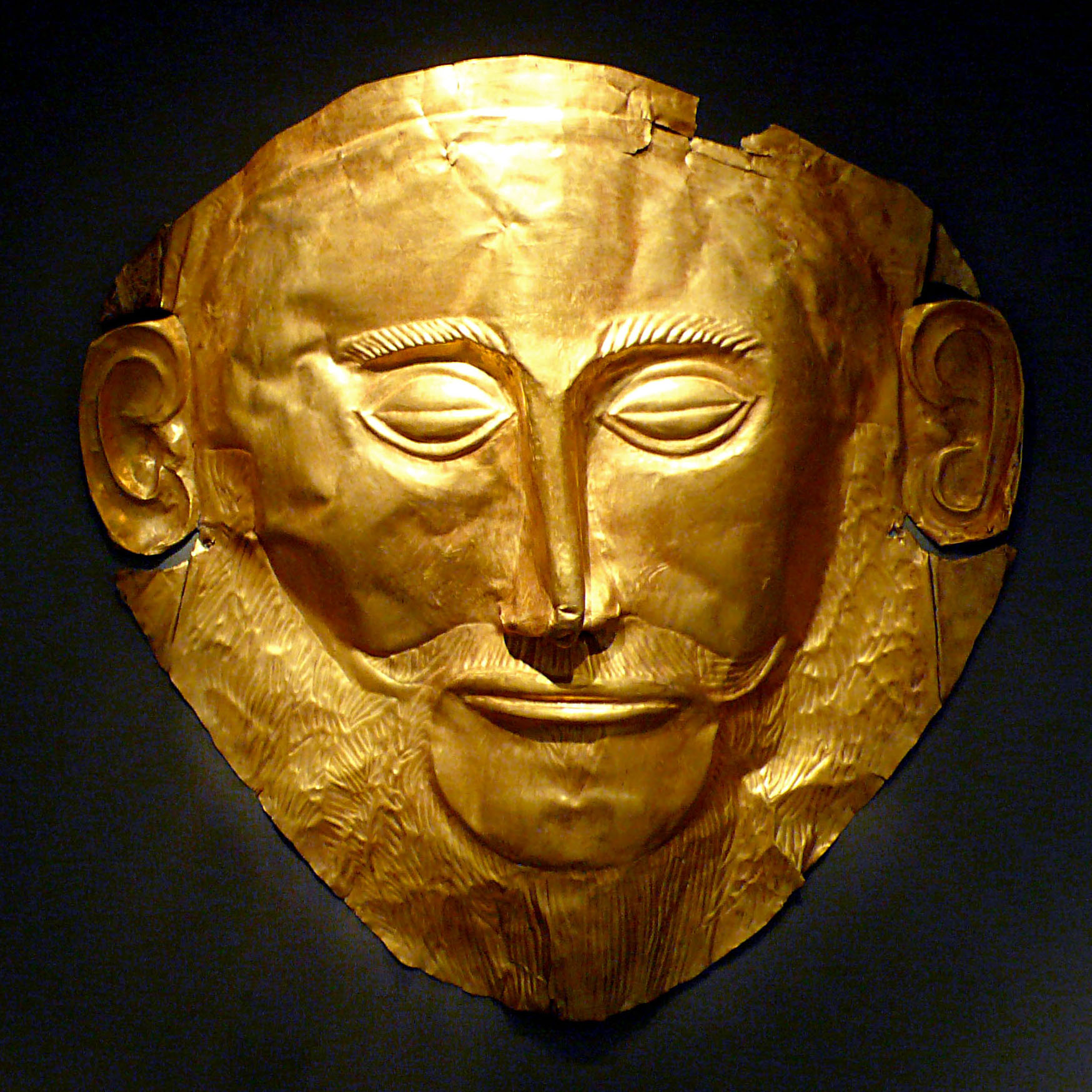
Tzv. Agamemnonova maska z Mykén, asi 1600 př. n. l.
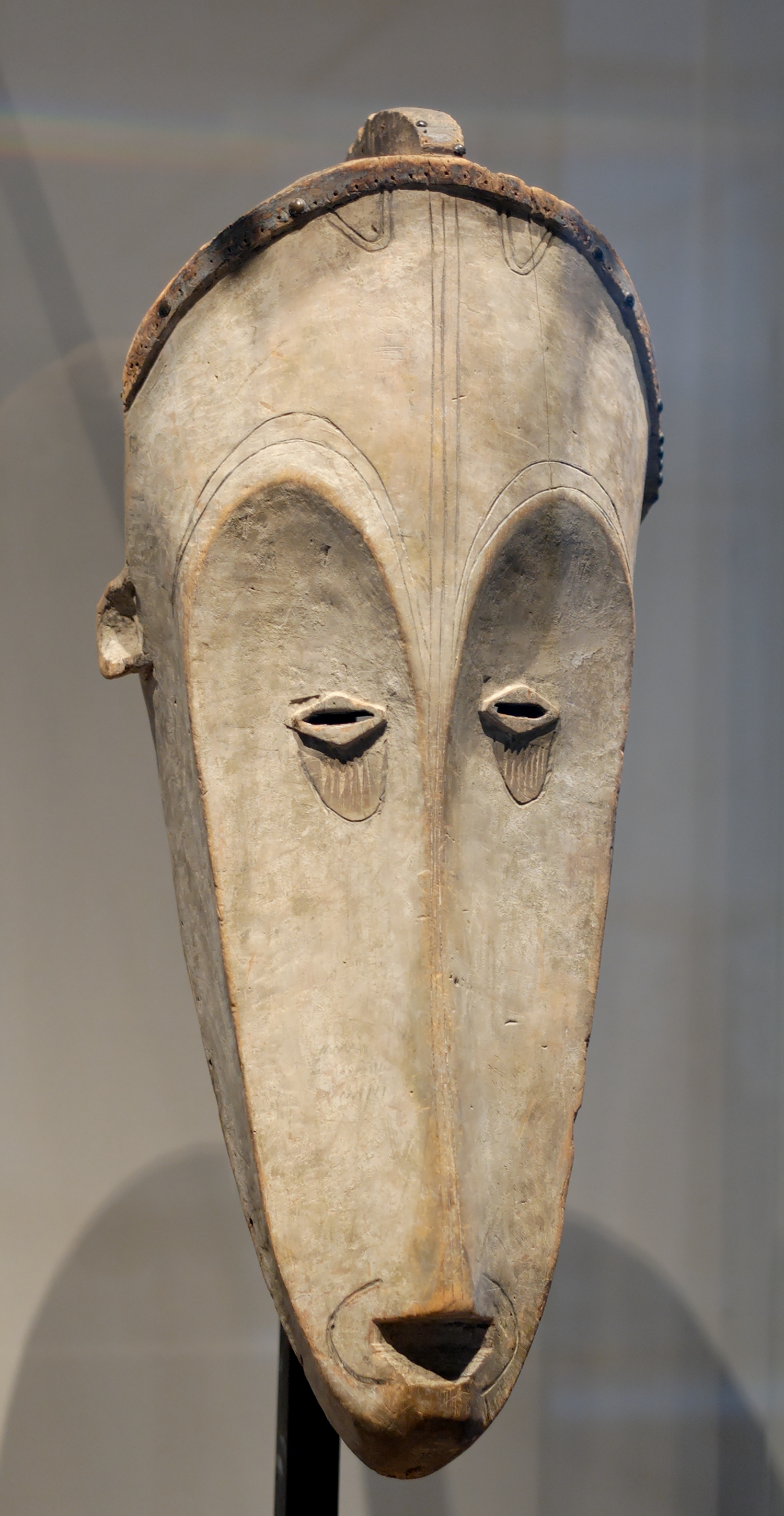
Rituální maska, Gabon
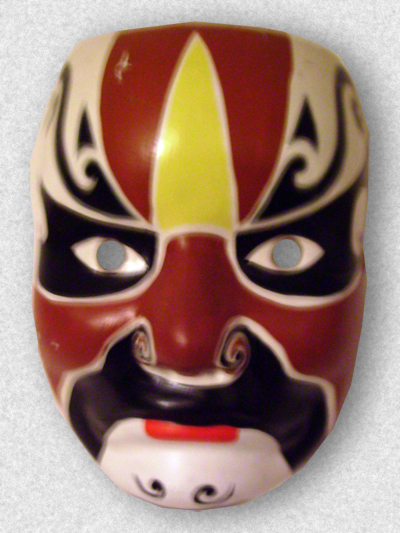
Maska z čínské opery
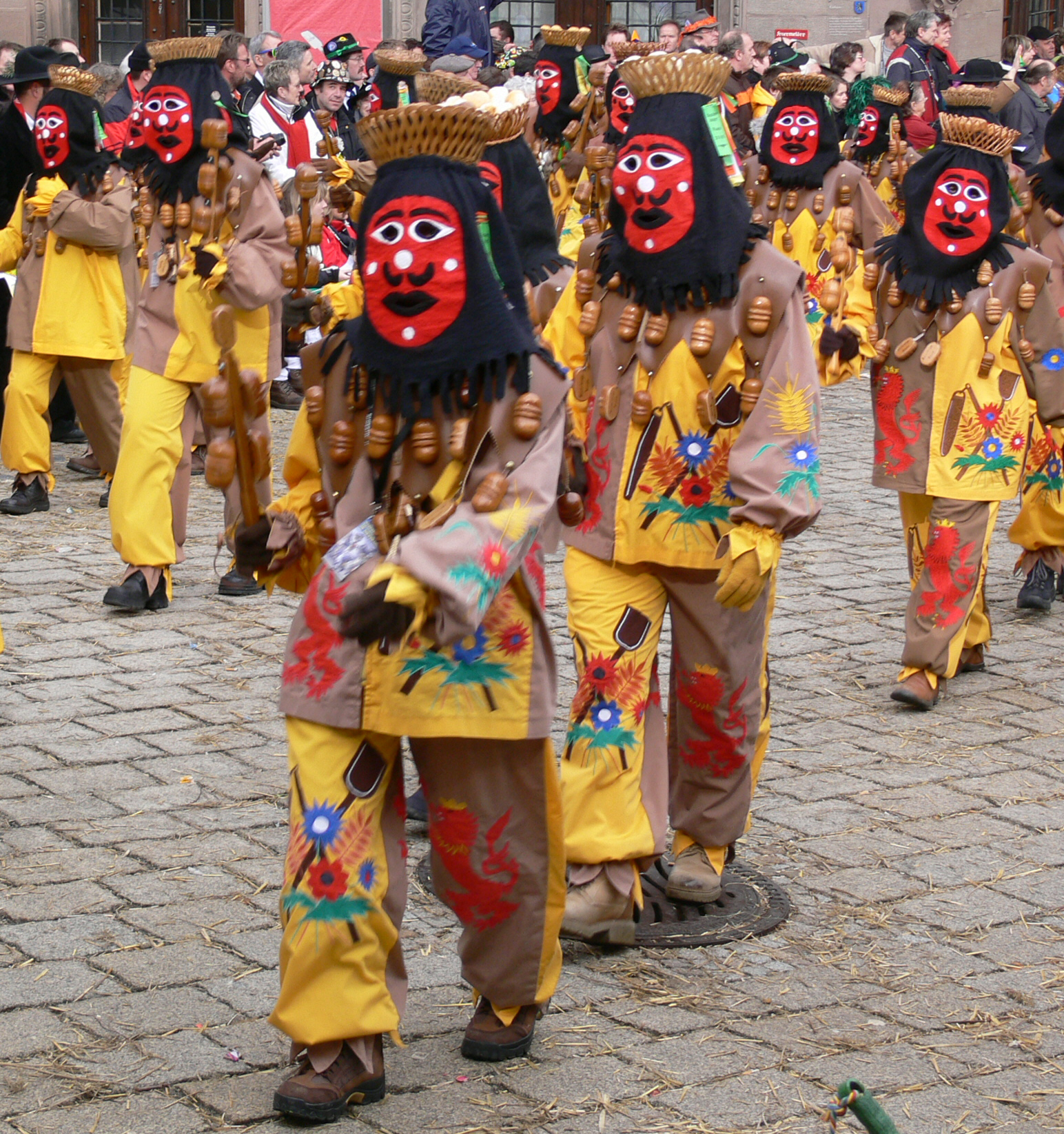
“Sraz bláznů“, Messkirch, Německo